# Rönö kyrka
Rönö kyrka är en kyrkobyggnad i Rönö socken i Norrköpings kommun. Kyrkan tillhör Jonsbergs församling i Linköpings stift.

## Kyrkobyggnaden
Rönö kyrka kallades under 1500-talet Sankt Antonii kapell och var uppförd i trä. Den nuvarande Rönö kyrka är beläggen invid Rönö kungsgård och byggdes under åren 1641-1642. Kyrkan uppfördes av greve Johan Kasimir av Pfalz-Zweibrücken till minne av hans hustru Katarina och fick namnet Katarina kapell. Den byggdes vid det gamla kapellet. Kyrkan består av ett rektangulärt långhus med rakt kor i öster och ett vidbyggt vapenhus i väster. Sakristian i norr är tillbyggd 1811. Kyrkan restaurerades 1922 och 1973.
En fristående klockstapel tillkom omkring 1680. Dess lillklocka är ryskt krigsbyte, göts 1572 och har rysk inskrift.

## Inventarier
- På altaret står ett altarskåp från 1440-talet.
- Predikstolen med snidade bilder är från 1705.
- Dopfunten av kolmårdsmarmor är skänkt till kyrkan 1871.

### Orgel
- 1755 byggd Gustaf Lagergren, Östra Husby, en orgel med 9 stämmor. Orgeln kostade 1200 daler. Orgeln hade två bälgar.[2]

| Manual        |
| Gedackt 8'    |
| Principal 4'  |
| Fleut 4'      |
| Kvinta 3'     |
| Oktava 2'     |
| Spetsfleut 2' |
| Rauskvint 2'  |
| Mixtur III    |
| Trumpet 8'    |
| Tremulant     |

- Den nuvarande orgeln byggdes 1855 av Gustaf Andersson i Stockholm. Orgeln är mekanisk. 1942 sattes ett fristående spelbord in. Den renoverades 1971 av Gunnar Carlsson i Borlänge. Vid renovering borttogs ett fristående spelbord som sattes in 1942. Orgeln har ett tonomfång på 54/24.

| Manual           | Pedal   |
| Borduna 16’ B/D  | Bihängd |
| Princial 8’ B/D  |         |
| Gedackt 8’ B     |         |
| Dubbelflöjt 8’ D |         |
| Fugara 8'        |         |
| Oktava 4’        |         |
| Qvinta 3'        |         |
| Oktava 2'        |         |
| Trumpet 8' B/D   |         |

## Bildgalleri

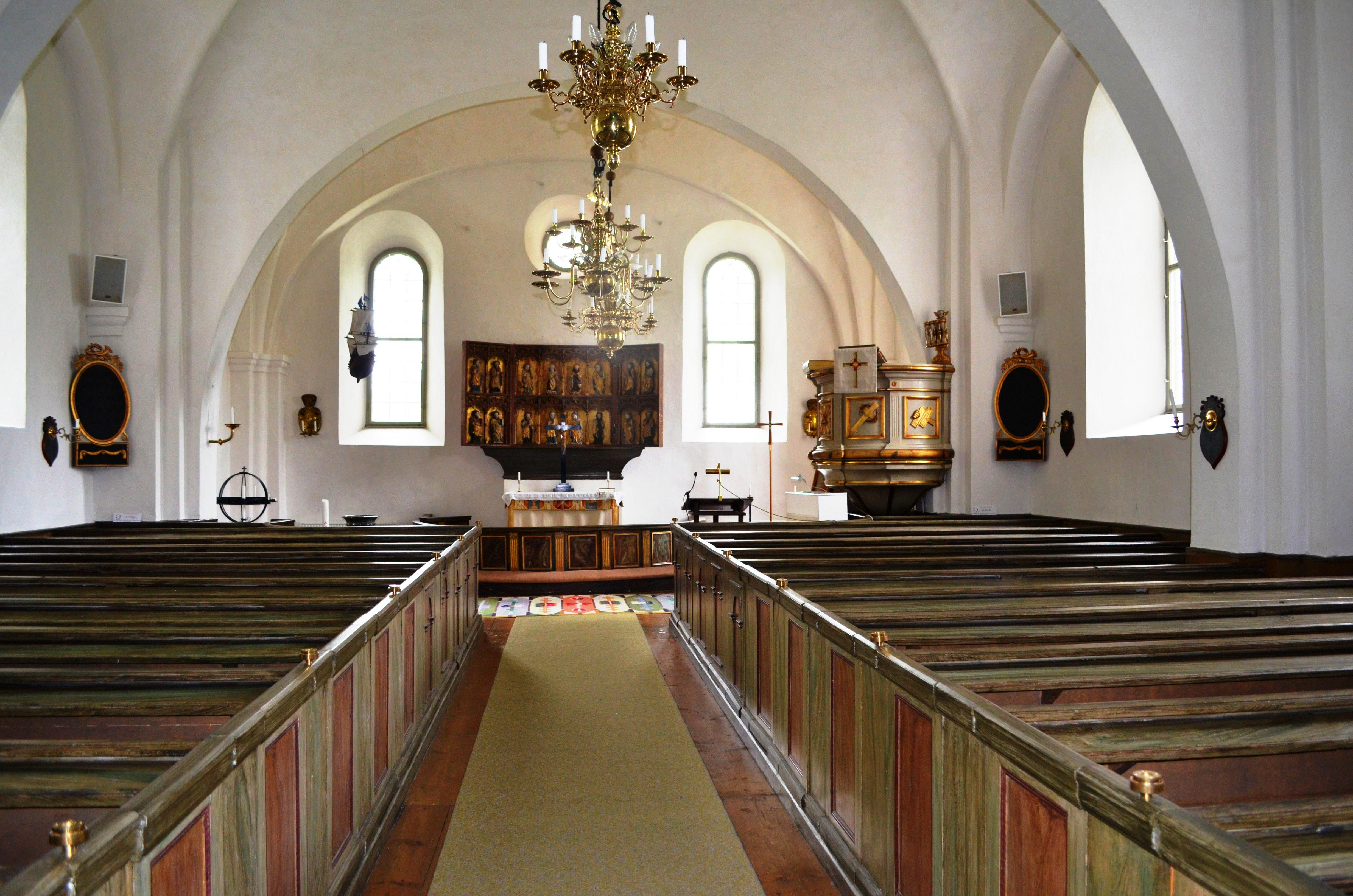
Rönö kyrkas kyrksal
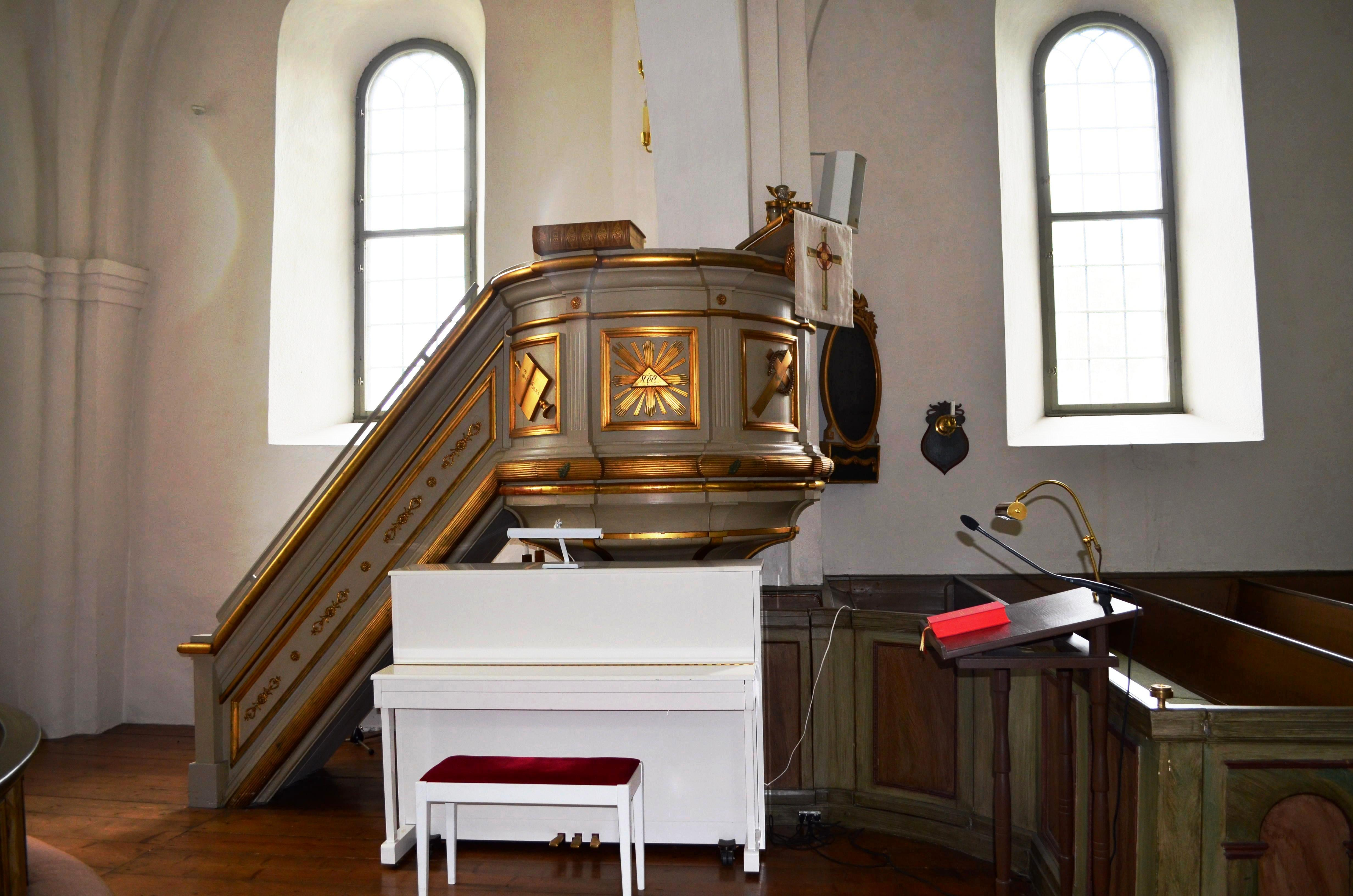
Rönö kyrkas predikstol
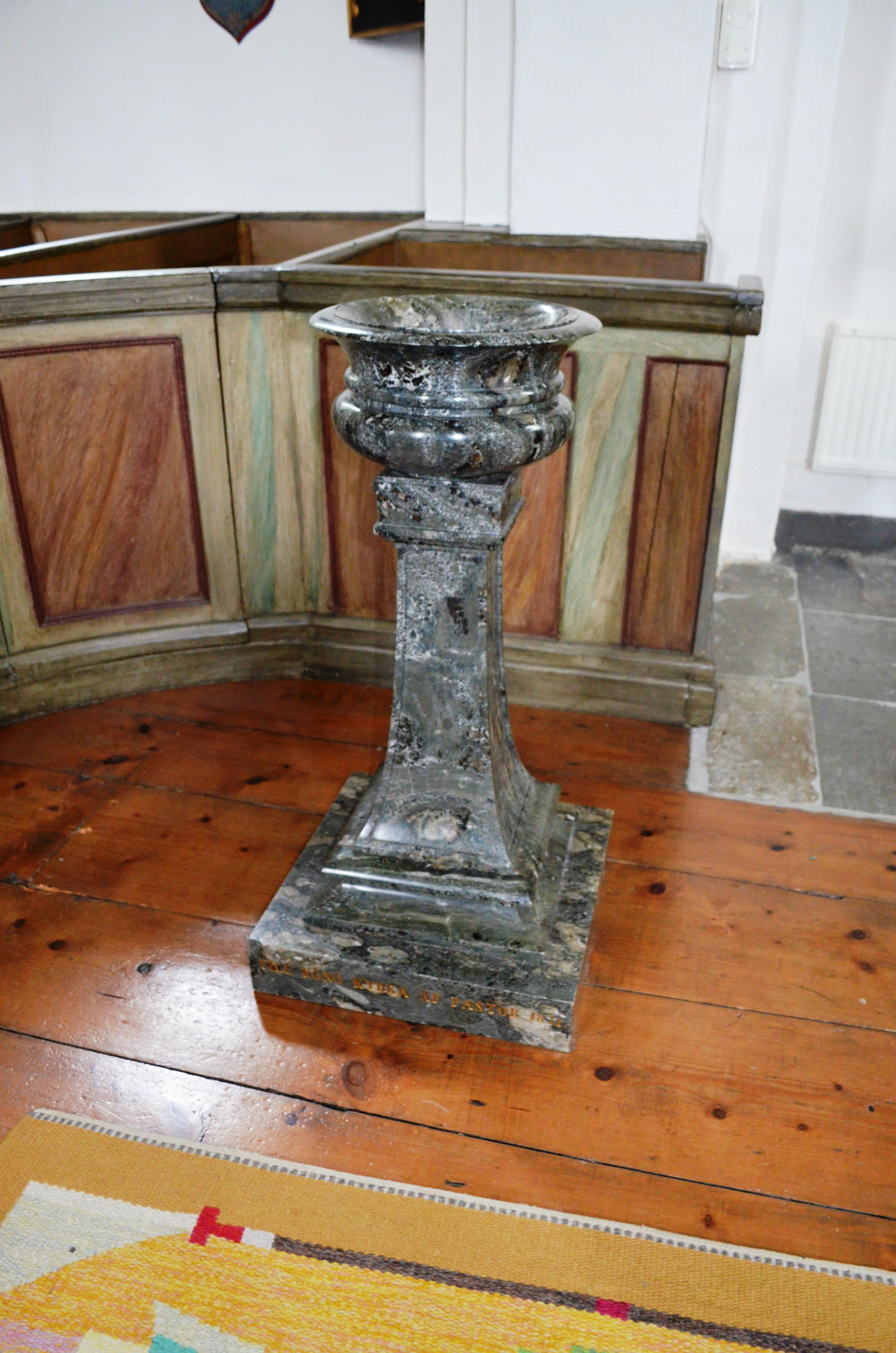
Rönö kyrkas dopfunt
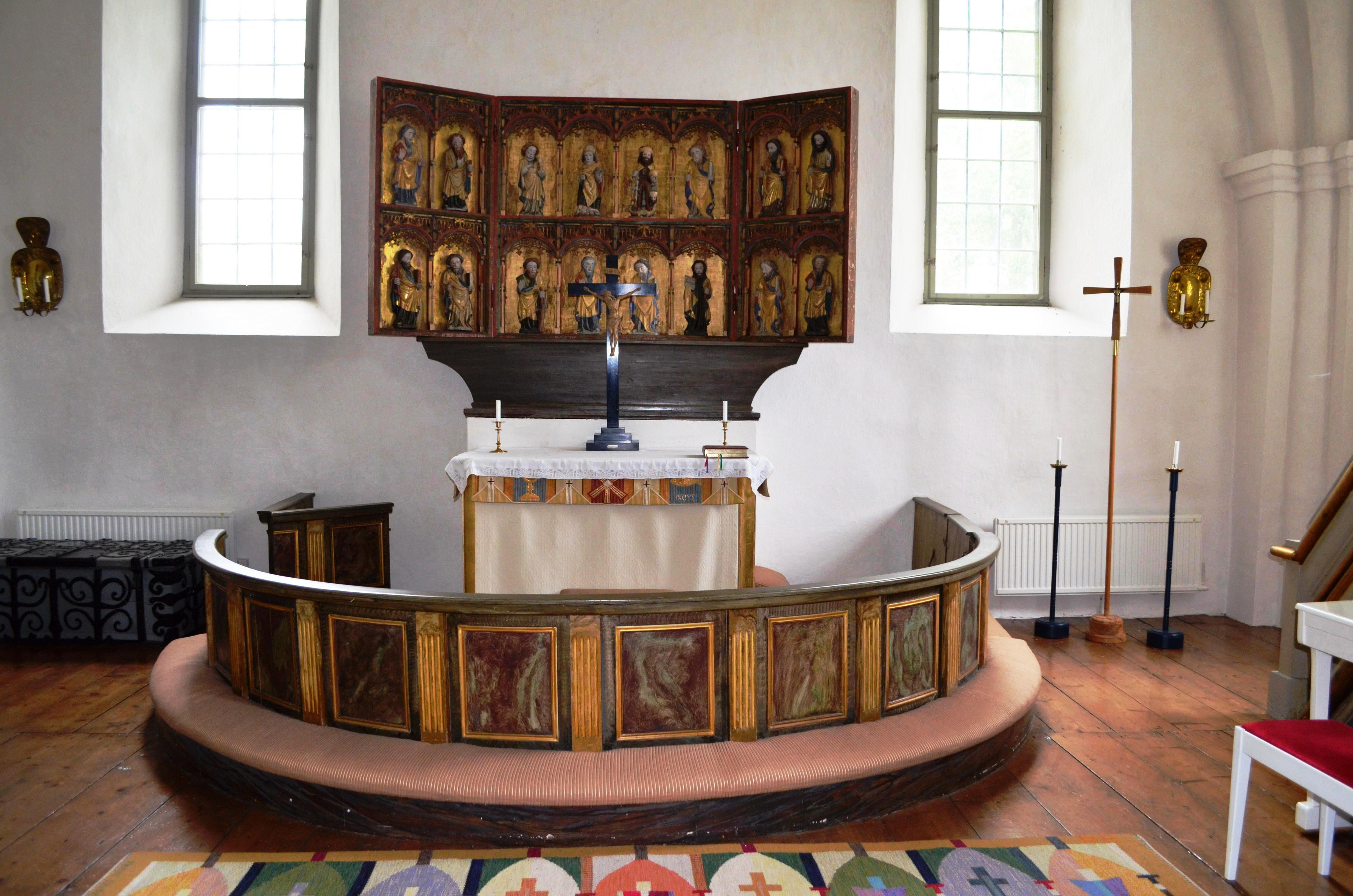
Rönö kyrkas altare
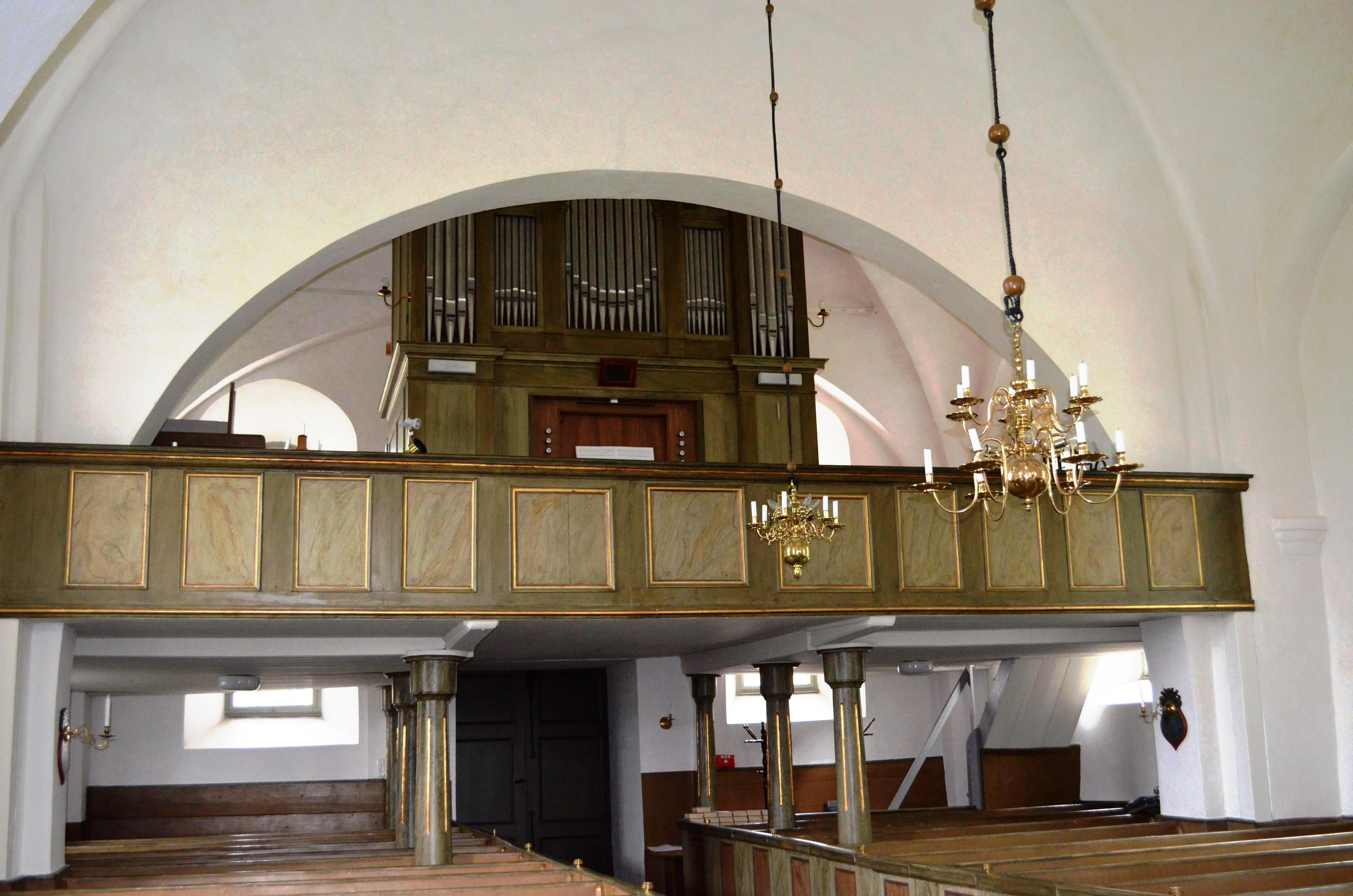
önö kyrkas orgelläktare

### Webbkällor
- Rönö kyrka, Östergötlands länsmuseum
- Antiqvarisk tidskrift för Sverige, andra delen (1867-1869), sid 105f, handlar om Rönö kyrka

### Fotnoter
1. ↑  Rönö socken i Anton Ridderstad, Historiskt, geografiskt och statistiskt lexikon öfver Östergötland (1875–1877)
2. ↑  Abr. Hülphers, Historisk Afhandling om Musik och Instrument särdeles om Orgwerks Inrättningen i Allmänhet jemte Kort Beskrifning öfwer Orgwerken i Swerige (1773), s. 263.